# 任俊霏
任 俊霏（にん しゅんひ、簡体字: 任 俊霏; 拼音: Rén Jùnfēi、2000年2月25日 - ）は中国のフィギュアスケート（アイスダンス、女子シングル）選手である。パートナーは邢珈寧、アレクセイ・カルプショフ、焦明楊。

## 略歴
吉林省長春市出身。家族ととあるフィギュアスケート大会を見てその優雅さに憧れ、6歳からフィギュアスケートを始めた。2016-17年シーズンは全国選手権で焦明楊とカップルで6位、2019-20年シーズンはアレクセイ・カルプショフとのカップルでアジア杯とワルシャワ杯に出場。その後3シーズン大会出場はなかったが、2024年4月に邢珈寧とカップルを結成。全国冠軍賽、アジア冬季競技大会で共に準優勝に輝いた。

## 主な戦績
- 2013-2014シーズンは焦明楊とのカップル
- 2019-2020シーズンはアレクセイ・カルプショフとのカップル
- 2024-2025シーズンからは邢珈寧とのカップル

| 大会\年                      | 2013 -14 | 2019 -20 | 2024 -25 |
| ---------------------------- | -------- | -------- | -------- |
| 世界選手権                   |          |          | 31       |
| 四大陸選手権                 |          |          | 12       |
| GP中国杯                     |          |          | 9        |
| CSワルシャワ杯               |          | 13       |          |
| CSアジア杯                   |          | 7        |          |
| CSニース・コートダジュール杯 |          |          | 9        |
| CSブダペスト杯               |          |          | 11       |
| アジア冬季大会               |          |          | 2        |
| 国内大会                     |          |          |          |
| 中国選手権                   | 6        | 6        | 1        |
| TBD=出場予定                 |          |          |          |

## 脚註
1. ↑  “2024年中国杯花様滑冰大獎賽：任俊霏与邢珈寧的璀璨之旅”.   捜狐網 (2024年11月24日). 2024年4月22日閲覧。
2. ↑  張政、董博 (2025年2月12日). “李磊 刘梦婷再夺金牌 吉林健儿创参加亚冬会历史最佳战绩”. 吉林日報 2025年2月22日閲覧。